# Episodi di LEGO Ninjago (tredicesima stagione)
I capitoli L'isola e Seabound comprendono, per le emittenti televisive, la terza stagione del nuovo ciclo della serie animata Ninjago, iniziato nel 2019, senza il sottotitolo Masters of Spinjitzu.
La stagione è la terza che viene animata da WildBrain ed è composta da 20 episodi ed è divisa in due capitoli: L'isola possiede 4 episodi, mentre Seabound è composta da 16 episodi. 
Il capitolo L'isola è un sequel delle vicende de Il maestro delle montagne e comincia con la sparizione del maestro Wu, Misako e l'esploratore Clutch Powers in un'isola sperduta. I ninja si recano sull'isola a cercali, ma vengono catturati da creature che si definiscono i custodi di un amuleto che apparteneva a una malvagia creatura marina chiamata Wojira, che apparentemente si è risvegliata. Il capitolo si conclude con i ninja che scoprono che in realtà Wojira non si è risvegliata ma è una finta nave costruita dal criminale Ronin per rubare le ricchezze agli isolani.
Il capitolo Seabound comincia dopo le vicende de L'isola, con Nya che perde misteriosamente il controllo dei suoi poteri a causa di un impulso energetico proveniente dal fondo dell’oceano. I ninja si recano sotto l'oceano e scoprono che l'impluso è provocato dal malvagio principe Kalmaar nel tentativo di risvegliare il vero Wojira. Durante la stagione, i ninja affrontano Kalmaar per evitare che riesca a risvegliare la creatura marina e inondare il mondo in superficie.
Il capitolo L'isola è andato per la prima volta in onda in Canada dal 7 marzo 2021 al 14 marzo 2021, mentre il capitolo Seabound è stato trasmesso per la prima volta sempre in Canada dal 4 aprile al 23 maggio 2021.
Negli Stati Uniti sia il capitolo L'isola, che il capitolo Seabound sono stati inseriti per la prima volta su Netflix il 19 novembre 2021.
In Italia il capitolo L'isola è andato in onda su Cartoon Network dal 15 novembre 2021 fino al 16 novembre 2021, mentre il capitolo Seabound è andato in onda dal 17 novembre 2021 fino al 26 novembre 2021.
La stagione è disponibile su Netflix in Italia.
| nº       | Titolo originale           | Titolo italiano                    | Prima TV Canada | Prima TV Italia  |
| L'isola  | L'isola                    | L'isola                            | L'isola         | L'isola          |
| -------- | -------------------------- | ---------------------------------- | --------------- | ---------------- |
| 1        | Uncharted                  | Alla ricerca di Misako             | 7 marzo 2021    | 15 novembre 2021 |
| 2        | The keepers of the Amulet  | I Custodi dell'amuleto             | 7 marzo 2021    | 15 novembre 2021 |
| 3        | The Gift of Jay            | Jay il dono                        | 14 marzo 2021   | 16 novembre 2021 |
| 4        | The Tooth of Wojira        | Il dente di Wojira                 | 14 marzo 2021   | 16 novembre 2021 |
| Seabound |                            |                                    |                 |                  |
| 5        | A Big Splash               | Un grande splash                   | 4 aprile 2021   | 17 novembre 2021 |
| 6        | The Call of the Deep       | Il richiamo della profondità       | 4 aprile 2021   | 17 novembre 2021 |
| 7        | Unsinkable                 | Inaffondabile                      | 11 aprile 2021  | 18 novembre 2021 |
| 8        | Five Thousand Fathoms Down | A cinquemila braccia di profondità | 11 aprile 2021  | 18 novembre 2021 |
| 9        | The Wrath of Kalmaar       | L'ira di Kalmaar                   | 18 aprile 2021  | 19 novembre 2021 |
| 10       | Long Live the King         | Lunga vita al re!                  | 18 aprile 2021  | 19 novembre 2021 |
| 11       | Escape from Merlopia       | Fuga da Merlopia                   | 25 aprile 2021  | 22 novembre 2021 |
| 12       | The Tale of Benthomaar     | La storia di Benthomaar            | 25 aprile 2021  | 22 novembre 2021 |
| 13       | The Storm Amulet           | L'amuleto della tempesta           | 2 maggio 2021   | 23 novembre 2021 |
| 14       | Riddle of the Sphinx       | L'enigma della Sfinge              | 2 maggio 2021   | 23 novembre 2021 |
| 15       | Papergirl                  | La ragazza dei giornali            | 9 maggio 2021   | 24 novembre 2021 |
| 16       | Master of the Sea          | Il maestro del mare                | 9 maggio 2021   | 24 novembre 2021 |
| 17       | The Calm Before the Storm  | La quiete prima della tempesta     | 16 maggio 2021  | 25 novembre 2021 |
| 18       | Assault on Ninjago City    | Assalto a Ninjago City             | 16 maggio 2021  | 25 novembre 2021 |
| 19       | Nyad                       | Nyad                               | 23 maggio 2021  | 26 novembre 2021 |
| 20       | The Turn of the Tide       | Il cambiamento                     | 23 maggio 2021  | 26 novembre 2021 |

## Alla ricerca di Misako
Misako, il Maestro Wu e Clutch Powers spariscono durante una spedizione in un’isola sperduta. Quindi i ninja, avvisati dal gestore del club degli esploratori Cecil Putnam, partono per una missione di salvataggio. Riescono a sapere che dall’isola in cui si stanno dirigendo, solo un uomo è riuscito a salvarsi. Trattasi di Timoty Batterson, chiamato comunemente Twitcy Tim. Arrivati sull’isola i ninja si accorgono come le rocce del posto sono magnetiche e attirano i fulmini, causando molte tempeste. Dopo avere trovato un messaggio di aiuto si addentrano nell’isola continuando la loro ricerca.

## I Custodi dell'Amuleto
Mentre perlustrano l'isola i ninja si accorgono di essere seguiti e si preparano a un attacco. Si tratta però di un docile drago che chiamano Zippy. Quest’ultimo si rivela essere molto socievole e giocherellone. Ma continuando a camminare per l’isola, i ninja si imbattono in un totem vivente in grado di respingere i loro poteri elementali. La statua si divide in tre parti e mette in difficoltà i ninja che sono costretti a scappare. Ma mentre tutti vanno verso una direzione,Lloyd si separa scappando da un’altra parte con Twitcy. I ninja vengono poi catturati e portati davanti ai custodi dell’amuleto della tempesta. Mammatus, il capo di questa tribù, rivela che le informazioni scoperte dai ninja sono troppe e per questo devono rimanere loro prigionieri per sempre.

## Jay Il Dono
Gli abitanti dell'isola decidono di prendere Jay e separarlo degli altri ninja, che invece vengono rinchiusi. Qui ritrovano Misako e gli altri.
Lloyd, invece, ancora libero, trova il villaggio degli isolani e usando come diversivo Zippy, il simpatico drago con cui ha fatto amicizia, riesce a liberare i ninja. Tuttavia, Clutch Powers, volendo rubare l’amuleto fa scoprire tutti e i ninja vengono nuovamente catturati. Al loro risveglio si ritrovano appesi a dei pali e scoprono che Jay è considerato un dono da dare a una creatura marina chiamata Wojira.

## Il Dente di Wojira
I ninja si liberano e tentano di salvare Jay, che nonostante tutto, viene preso dal mostro. Lloyd nota però che Wojira ha perso un dente, che però è fatto di legno. A questo punto i ninja intuiscono che il mostro marino è ancora dormiente e che è tutta una messa in scena da parte di qualcuno. Gli isolani infatti hanno dato sempre doni al finto mostro. Mammatus si scusa quindi con i ninja che ritrovano Jay in una grotta, dove scoprono che sotto tutto il piano c’è Ronin ( in realtà liyod pensava che fosse il meccanico) e altri criminali che avevano costruito un falso Wojira per arricchirsi con i regali in denaro degli abitanti dell'isola. Ronin viene fermato da Twitcy e buttato in cella. Risolta la situazione e trovati Misako e il maestro Wu, i ninja sono pronti a tornare a Ninjago City, ma Lloyd pensa al vero Wojira che riposa negli abissi dell’oceano. Il maestro Wu spera quindi che la creatura marina possa rimanere dormiente per altri mille anni in quel momento nelle profondità del oceano si vede il vero Wojira dormire e a un amuleto simile a quello dei custodi ma di colore azzuro

## Un grande splash
Nel tentativo di fermare un trasporto di vengestone, guidata dalla criminale Miss Dimino, Nya perde il controllo dei suoi poteri elementali.
Il problema le causa più danni del previsto e l'acqua inizia a non ubbidirle più. Il maestro Wu cerca risposte e scopre che suo padre, il primo maestro di Spinjitzu, controllava ogni elemento tranne vento e acqua. Questi ultimi due infatti appartenevano a Wojira, la creatura dormiente citata dai custodi dell'isola. Non avendo molte informazioni, i ninja chiamano Maya, la madre di Nya e Kai ed ex maestra dell'acqua.

## Il richiamo della profondità
La madre di Nya, Maya, inizia a dare consigli a sua figlia su come controllare l'acqua. Tuttavia, questo irrita molto Nya, che inizia a sentirsi in colpa per tutti i problemi causati, scoprendo anche che intanto Zane e P.I.X.A.L. sono andati in missione per un salvataggio nell'oceano, escludendola. I due nindroidi scoprono però che potrebbe esserci qualcos'altro dietro i disturbi al potere elementale dell'acqua, ovvero uno strano impulso energetico arrivato dal punto più profondo dell'oceano a Ninjago.

## Inaffondabile
Per capire da dove provenisse l’impulso energetico della profondità oceanica i ninja decidono di fare un’immersione con il sommergibile di P.I.X.A.L. definito inaffondabile. Solo Kai e Cole restano con il maestro Wu al monastero.
Durante la spedizione si accorgono però di avere un clandestino all’interno del sottomarino. Dopo varie ricerche scoprono che si tratta di Maya, madre di Nya, entrata per restare con sua figlia e aiutarla.
Nonostante l’attendibilità del veicolo subacqueo, una creatura marina attacca il sommergibile dei ninja danneggiandolo e facendolo affondare.

## A cinquemila braccia di profondità
Per far funzionare di nuovo il sommergibile P.I.X.A.L. afferma che ci vorrebbe una grande quantità di energia. Maya propone di cercare proprio la fonte di energia dell’impulso che i ninja avevano sentito.
Nya e Maya escono quindi dal sommergibile con mech subacquei e si dirigono nel punto in cui P.I.X.A.L. rivela l’impulso energetico. Qui trovano un tempio marino che sembra molto antico. Quando le due entrano, scoprono degli strani individui blu simili a serpentine che stanno lavorando con degli amuleti, incitati dal loro capo , il principe Kalmaar .
Zane capisce che gli ignoti individui stanno cercando di risvegliare la creatura dormiente Wojira. Perciò Nya e Maya cercano di scappare, ma vengono scoperte e catturate.

## L'ira di Kalmaar
Kalmaar, dopo avere catturato Nya e Maya, le interroga cercando di scoprire dove si trovi l’amuleto della tempesta, ovvero l’oggetto che gli serve per risvegliare Wojira. Il suo interrogatorio viene interrotto quando viene chiamato da suo padre, il re Trimaar. Quest’ultimo ha sentito voci di navi affondate, ma Kalmaar risponde negando di essere lui la causa di questo, ovviamente mentendo.
Intanto Maya e Nya riescono a liberarsi e a fuggire dal tempio, mentre nel sommergibile in cui sono presenti gli altri ninja, Jay cerca di sfruttare il suo potere per riattivare la batteria e fare ripartire il motore rotto. Nonostante l’azione avrebbe potuto costargli la vita, riesce a sopravvivere. A quel punto i ninja partono per andare a riprendere Nya e Maya.

## Lunga vita al re!
Dopo avere scoperto che Maya e Nya sono scappate, il principe Kalmaar va su tutte le furie. Gli strani individui blu, chiamati merlopiani, liberano quindi gli squali sega, con cui Maya e Nya sono costrette a combattere. Arrivano però in soccorso gli altri ninja, che riportano madre e figlia nel sommergibile. Poco dopo però, alcuni merlopiani, a bordo di mante, fermano il sommergibile affermando che i ninja sono entrati nel loro territorio.
I ninja sono quindi scortati davanti al re Trimaar. Quest’ultimo chiede spiegazioni e Maya e Nya affermano che il figlio del re, Kalmaar, le ha tenute prigioniere.
Kalmaar viene subito convocato e al suo arrivo fa un colpo di stato. Colpisce suo padre e dà la colpa ai ninja che sono costretti a scappare. In soccorso al re Trimaar arriva Benthomaar, suo figlio adottivo. Quest’ultimo cerca di portarlo dai medici, ma Trimaar gli svela la verità dicendo che è stato Kalmaar a colpirlo e non gli abitanti della superficie. Dopo tali parole, Trimaar muore fra le braccia di Benthomaar. Intanto, Kalmaar prende la corona e la indossa, assumendo il potere e diventando così nuovo re di Merlopia.

## Fuga da Merlopia
I ninja tentano di scappare dal palazzo marino di Merlopia. Nonostante le difficoltà, vengono però aiutati da Benthomaar che li conduce all’hangar, posto in cui si trova l’hydro-bounty, ossia il sommergibile dei ninja. Per entrare nell’hangar, Benthomaar inganna i merlopiani di guardia dicendo loro che sono stati chiamati da Kalmaar. I ninja entrano subito nel sommergibile, ma Kalmaar si accorge in tempo che Bentho è in combutta con i ninja e li insegue sotto il mare. Alla fine i ninja riescono a entrare in una fossa e a seminare i merlopiani.
I ninja capiscono quindi che Kalmaar vuole risvegliare Wojira e per farlo dovrà rubare l’amuleto della tempesta presente sull’isola dei custodi. I ninja, perciò, cercano di raggiungere l’isola per primi.

## La storia di Benthomaar
Durante il viaggio verso l’isola dei custodi Benthomaar decide di raccontare ai ninja la sua storia. Afferma di non conoscere e di non ricordarsi minimamente dei suoi genitori reali, ma ricorda invece come il re Trimaar lo salvò da delle anguille che volevano attaccarlo quando lui era ancora un bambino. Crescendo, Bentho si accorse come però mentre Trimaar lo considerava come un figlio, Kalmaar non lo considerava come fratello. Infatti Kalmaar ha sempre odiato Benthomaar e lo ha sempre utilizzato solo per scopi a suo favore. Quindi Benthomaar afferma ai ninja, che ora che Trimaar è morto, non c’è nessuno che gli vuole bene e che si sente solo. Ma i ninja gli fanno coraggio e si mostrano volenterosi di essergli amici. Dopodiché continuano il loro viaggio verso l’isola dei custodi.

## L'amuleto della tempesta
I ninja arrivano sull’isola dei custodi e avvisano subito Mammatus del pericolo imminente. Per questo il capo dei custodi, consegna l’amuleto ai ninja, in modo tale che venga portato il più lontano possibile. Zane si accorge però che l’amuleto è un falso. Nya presume quindi che a rubarlo sia stato Clutch Powers che voleva prendersi tutti i meriti con il Club degli esploratori. I ninja tornano quindi nell’hydro-bounty e contattano Cole, che era rimasto al monastero con Wu e Kai, per avvisarlo di prendere subito il vero amuleto che si trova a Ninjago City. In quel momento nel sommergibile entra Kalmaar, che aveva rintracciato i ninja. Avendo sentito tutto e sapendo la posizione del vero amuleto, Kalmaar danneggia il sommergibile e lascia i ninja intrappolati sull’isola.

## L'enigma della Sfinge
Cole avvisa gli altri rimasti al monastero di andare subito a recuperare l’amuleto della tempesta presente al club degli esploratori. Così tutti quanti si dirigono al Club, dove Cecil Putnam però gli vieta di entrare, essendo non membri. A quel punto i ninja vanno su tutte le furie, ma per accedere al club c’è un altro modo: risolvere l’enigma della sfinge. Essa fa un indovinello che Kai riesce a risolvere, facendo entrare tutti nell’edificio. Nello stesso momento arriva però anche Kalmaar che cerca di strappare l’amuleto ai ninja.
Intanto, sull’isola dei custodi, il danno al sommergibile è irreparabile. Benthomaar afferma però che il primo maestro dell’acqua, Nyad, aveva il potere di evocare le balene. Quindi anche Nya, attuale maestro dell’acqua, ci prova e ci riesce, dando a tutti una speranza di tornare a Ninjago City.

## La ragazza dei giornali
I ragazzi dei giornali devono dire addio ad Antonia, membro importante della squadra. Nelson è quello che ci rimane più male per via del fatto che è molto legato con lei. Mentre i due consegnano i giornali in bicicletta, devono fermare il loro percorso per via del fatto che si ritrovano davanti a un attacco di merlopiani, vicino al club degli esploratori. Addosso ad Antonia salta l’amuleto della tempesta, sfuggito dalle mani di Kalmaar. I due ragazzi dei giornali, incitati dai ninja, corrono via cercando di portare lontano l’amuleto. Alla fine Kalmaar riesce però a recuperare l’amuleto e scappa via. Mentre tornano a casa, Antonia dice a Nelson che ha cambiato idea e non abbandonerà più la squadra dei giornali.

## Il maestro del mare
Benthomaar racconta la storia di Wojira ai ninja. Afferma che quando a Ninjago arrivò il primo maestro di spinjtzu, il regno era un mare infinito pieno di tempeste controllato da Wojira, abitato dagli isolani e dai merlopiani. Quando però il primo maestro dell’acqua, Nyad, si sacrificò, trasformandosi in una forma che lo avrebbe legato al mare per sempre, Wojira fu distrutto. Il primo maestro di Spinjitzu consegnò quindi l’amuleto della tempesta agli isolani e l’amuleto dell’onda ai merlopiani.
Intanto a Ninjago City, Wu, Kai, Cole, Ray e Misako, tentano di fermare Kalmaar al porto. Arrivano in soccorso gli altri ninja accompagnati dalle balene, con Nya che inganna Kalmaar e riesce a recuperare l’amuleto della tempesta. I ninja per non rischiare ancora, portano l’amuleto alla città d’avorio, Shintaro, ma non sanno che si tratta di un artefatto finto.

## La quiete prima della tempesta
Glutinous, uno degli aiutanti di Kalmaar, arriva a Ninjago City alla ricerca dei ninja. Quando questi ultimi arrivano alla centrale della polizia, dov’è presente Glutinous, cercano spiegazioni. Il merlopiano gli avvisa che Kalmaar è riuscito a svegliare Wojira avendo entrambi gli amuleti. Qui i ninja scoprono che sono stati ingannati da Kalmaar che ha dato a Nya l’amuleto falso. Glutinous si dichiara pentito di avere aiutato Kalmaar, poiché appena ha visto Wojira svegliarsi ha capito del tale mostro che si trattava. I ninja avvisano quindi tutta la città avvisando i cittadini di evacuare. Poco dopo Infatti arriva Kalmaar, pronto a sommergere Ninjago City con le onde e le tempeste di Wojira.

## Assalto a Ninjago City
I ninja cercano di salvare tutte le persone in pericolo che stanno per annegare o che sono intrappolate negli edifici sommersi. Intanto Kalmaar insieme a Wojira continua a causare distruzione e panico per tutta Ninjago City.
Benthomaar intanto cerca di convincere gli altri merlopiani del fatto che sia stato Kalmaar a uccidere il re e non gli abitanti della superficie. I suoi sforzi sono però vani, con i merlopiani che continuano a combattere per Kalmaar.
Dopo avere preso gran parte della popolazione sulla baunty P.I.X.A.L, che è alla guida, cerca di portare via tutti. Purtroppo Wojira danneggia la nave, ma proprio quando sembra tutto perduto, arriva Nya che si lancia contro Wojira per mettere fine a questa battaglia per sempre.

## Nyad
Nya affronta Kalmaar e Wojira, ma è costretta a ritirarsi per evitare guai. Jay invece è rimasto intrappolato sott’acqua nel suo veicolo marino. Il vetro però si rompe e Jay inizia ad annegare. Per fortuna viene salvato in tempo da Benthomaar che lo porta in superficie. I ninja per scappare ingannano Kalmaar mettendo il pilota automatico alla baunty e nascondendosi in un palazzo. Qui viene portato proprio Jay, in condizioni critiche e prossimo alla morte per avere ingerito troppa acqua finita nei suoi polmoni. A quel punto, Nya prende una decisione drastica. Mentre tutti dormono, proprio come fece la sua antenata Nyad, Nya si fonde con il mare diventando una cosa sola e salvando Jay. Dopodiché torna da Kalmaar per affrontarlo una volta per tutte.

## Il cambiamento
Nya affronta Kalmaar sulla testa di Wojira. Gli altri ninja vanno ad aiutarla, ma Kalmaar riesce ad avere la meglio distruggendo Nya. A quel punto Jay perde il controllo delle sue emozioni e attacca violentemente Kalmaar, ma anche questa volta il calamaro ha la meglio. Benthoomar, stufo, affronta il fratellastro e distrugge il suo tridente. Senza di esso Kalmaar non è più in grado di controllare Wojira. Così il mostro marino innervosito, uccide Kalmaar divorandolo. Nonostante tutto, Wojira continua a creare scompiglio, ma in quel momento torna Nya, trasformata in un drago, che distrugge l’amuleto dell’onda ed elimina Wojira. I ninja sono contenti per la vittoria, ma la felicità si trasforma in tristezza quando scoprono che Nya non può restare con loro a causa del fatto che non può mantenere una forma umana. Come Benthomaar aveva preannunciato Nya viene chiamata dal mare, così si getta in acqua fondendosi con l’oceano per sempre. Ninjago City torna così alla normalità, ma tutta la città si raccoglie al monastero di Spinjitzu per onorare la memoria di Nya, ormai fusa con il mare e andata via per sempre.